# Santa Cristina (svetišče vodnjak)
Santa Cristina je sardinski sveti vodnjak (Pozzo sacro v italijanščini) v obliki stopničastega vodnjaka iz časa nuraške kulture (1800 do regionalno okoli 235 pr. n. št.)

## Lega
Svetišče z vodnjakom je približno 5 km južno od Paulilatina v pokrajini Oristano na italijanskem otoku Sardinija. Je v bližini romarskih bivališč (cumbessias) majhne cerkve z istim imenom, na ločenem izvozu s ceste SS131 Carlo Felice, v Vasi nuragov, ki je v redkem oljčnem nasadu. Iz te pozno bronastodobne vasi so na 14 hektarih ohranjeni ali obnovljeni majhni nuragi, nekaj koč, okrogel tempelj (Capanna circolare) in predvsem ostanki zidov številnih stavb.

## Arhitektura
Samo svetišče vodnjaka je nad zemljo obdano z dvema nizkima stenama (Peribolos) iz neklesanega kamna; notranja je v obliki ključavnice. Navzdol vodi natančno izdelano stopnišče 25 stopnic; prekriva ga stopničasti nepravi obok. Pri vhodu so stopnice široke cca 3,50 m in se proti vodnjaku zožijo na le 1,40 m. Sam okrogel vodnjak ima v dnu premer približno 2,50 m. Njegove stene in strop tvorijo konzolni obok iz bazaltnih blokov, v katerih posamezni bloki štrlijo vsak le nekaj centimetrov. Celoten vodnjak ima obliko rahlo čebulasto prisekanega stožca in je visok skoraj točno 7 m. Na vrhu je približno 27 cm velika okrogla luknja za svetlobo, skozi katero lahko v prostor posije malo dnevne svetlobe. Ni jasno, ali je bil ta obok ustvarjen v pozni bronasti dobi. Oblika prostora spominja na zgradbe tolos iz bronaste dobe.

## Astronomska posebnost
Profesor Arnold Lebeuf je z natančnimi meritvami stopnišča in vodnjaka pokazal, da je bila stavba zgrajena okoli leta 1000 pr. n. št. in je omogočila izjemno opazovanje: vsakih 18,6 let med velikim severnim luninim prehodom je svetloba polne lune - pod vpadnim kotom 29° 6' - dosegla nivo bazena vodnjaka, ne da bi metala senco na stopnice; polna Luna je takrat lahko za kratek čas odsevala na vodni gladini bazena. Dandanes mesečina v tej situaciji pada na spodnji dve stopnji, ker se je lunina orbita v zadnjih 3000 letih nekoliko spremenila. Senco, ki jo sončna svetloba meče skozi svetlobno luknjo na vrhu oboka, ko je sonce visoko, bi lahko brali kot vrsto sončne ure, čeprav je konec oboka morda poznejši dodatek.

## Zgodovina
Podzemni kompleks Santa Cristina predstavlja arhitekturni vrh obdelave kamna v nuraški kulturi. Na podlagi najdenih bronov datira v konec 2. tisočletja pr. n. št.. Puni so objekt očitno še naprej uporabljali, kar lahko sklepamo po obstoju njihovih značilnih kadilnic.

## Drugi sardinski stopničasti vodnjaki
Drugi zelo dobro ohranjeni ali večji kompleksi vodnjakov na Sardiniji, ki predstavljajo vodni kult Nuragov, so: Sa Testa in Milis ter kompleks Cabu Abbas (začetek vode), vsi v bližini Olbie, Predio Canopoli v Perfugasu, hipogej Ipogeo di San Salvatore pri Cabrasu, Santa Vittoria pri Serriju in Serra Niedda pri Sorsu. Dejstvo, da imajo nekateri objekti sodobna imena, kaže, da se kult nadaljuje v krščanski preobleki na starih mestih vodnega kulta ali svetiščih izvirov, kot sta Su Lumarzu in Su Tempiesu. Fino izdelan, a popolnoma drugačen vodnjak in okrogel tempelj (Capanna circolare) sta v Nuraghe Noddule blizu Bittija.